# Barbara Marszel
Barbara Teresa Marszel (ur. 2 stycznia 1929 w Kaliszu, zm. 10 stycznia 1988 w Warszawie) – polska aktorka.

## Życiorys
Była córką współwłaściciela kaliskiej fabryki cukierków i handlowca Bronisława Marszela oraz Czesławy z Goczałkowskich. Przez całe zawodowe życie związana ze scenami warszawskimi. W latach 1950–1953 występowała w Teatrze Syrena, 1953–1955 i 1965–1977 w Teatrze Ludowym (Nowym), 1955–1958 w Teatrze Polskim, 1958–1959 w Teatrze Sensacji. W 1977 przeszła na rentę. Dużą popularność przyniosły jej występy estradowe, m.in. w „Podwieczorku przy mikrofonie”. Znana była również z roli dubbingowej Betty w serialu Flintstonowie z wersji z lat 70 XX wieku.
W 1979 otrzymała Złoty Krzyż Zasługi.

## Życie prywatne
Była dwukrotnie zamężna: po raz pierwszy z Joachimem Lamżą (zm. 1977), aktorem, z którym miała syna, również Joachima (ur. 1951); po rozwodzie z Lamżą wyszła w 1958 za Jana Wilczka (ur. 1916), wiceministra kultury i sztuki. Zmarła 10 stycznia 1988 w Warszawie, została pochowana na cmentarzu Powązkowskim w Warszawie (kw. 269-6-27/28).

## Filmografia
- 1947: Jasne łany
- 1953: Pościg jako Bronka
- 1962: Dziewczyna z dobrego domu jako Weronika Nowak, autorka listu do Joanny
- 1962: Wyrok
- 1968: Gra jako kamieniarka
- 1974-1977: Czterdziestolatek jako Żona Burzyńskiego (gościnnie)
- 1984: 5 dni z życia emeryta (gościnnie)